# Schablykino (Orjol)
Schablykino (russisch Шаблы́кино) ist eine Siedlung städtischen Typs in der Oblast Orjol in Russland mit 3414 Einwohnern (Stand 14. Oktober 2010).

## Geographie
Schablykino ist Verwaltungszentrum des Rajons Schablykinski sowie Sitz und einzige Ortschaft der Stadtgemeinde (gorodskoje posselenije) Schablykino.

### Geografische Lage
Der Ort liegt etwa 60 km Luftlinie westsüdwestlich des Oblastverwaltungszentrums Orjol gut 10 km von der Grenze zur Oblast Brjansk entfernt. Er befindet sich am Flüsschen Moch einige Kilometer oberhalb seiner Mündung in den linken Desna-Nebenfluss Nawlja.

### Bevölkerungsentwicklung
| Jahr | Einwohner |
| ---- | --------- |
| 1939 | 1167      |
| 1959 | 1181      |
| 1970 | 1826      |
| 1979 | 3518      |
| 1989 | 4143      |
| 2002 | 3900      |
| 2010 | 3414      |

Anmerkung: Volkszählungsdaten

## Geschichte
Der Ort ist mindestens seit Ende des 18. Jahrhunderts bekannt, als er zum Ujesd Karatschew des Gouvernements Orjol gehörte. Am 27. Juni 1929 wurde Schablykino Verwaltungssitz eines neu geschaffenen, nach ihm benannten Rajons.
Im Zweiten Weltkrieg war Schablykino vom 4. Oktober 1941 bis 13. August 1943 von der deutschen Wehrmacht besetzt. Am 21. Dezember 1973 erhielt der Ort den Status einer Siedlung städtischen Typs.

## Verkehr
Nach Schablykino führt die Regionalstraße 53K-18, die gut 20 km nordöstlich von der föderalen Fernstraße R120 Orjol – Brjansk – Smolensk abzweigt. In dieser Richtung befindet sich gut 30 km entfernt der nächstgelegene Bahnhof Schachowo an der ebenfalls Orjol über Brjansk mit Smolensk verbindenden Bahnstrecke. Von Schablykino in das südöstlich benachbarte Rajonzentrum Soskowo besteht Verbindung über die 53K-363.